# Daniel A. Levinthal

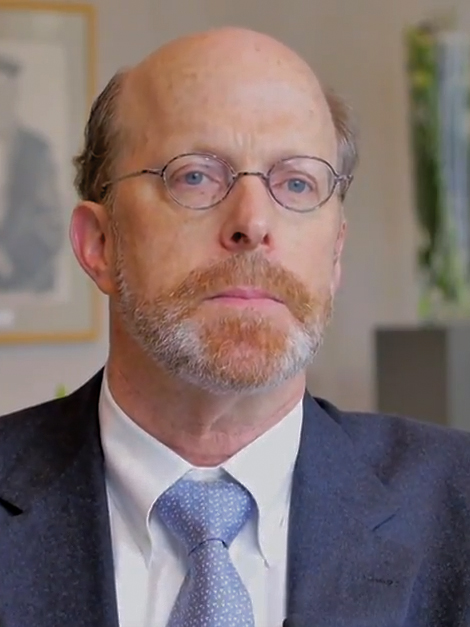
Dan Levinthal 2014

Daniel A. Levinthal (* 1957) ist ein US-amerikanischer Managementwissenschaftler.
Sein Vater Elliott Levinthal war Professor an der Stanford University. Levinthal studierte Wirtschaftswissenschaften an der Harvard University mit dem Bachelor-Abschluss 1979 und wurde 1985 an der Stanford University bei James G. March  promoviert. Ab 1983 war er Instructor und ab 1985 Assistant Professor an der Carnegie Mellon University und ab 1989 Associate Professor und ab 1998 Professor an der Wharton School der University of Pennsylvania.
Er veröffentlichte über organisationelle Anpassungen von Unternehmen, Lernprozesse und industrielle Evolution.
Er war Gastprofessor an der Universität Pisa, der University of New South Wales und der Harvard Business School (Bower Fellow 1998/99).
Er ist seit 2011 Fellow der Strategic Management Society und seit 2010 der Academy of Management. Levinthal ist mehrfacher Ehrendoktor (Universität Süddänemarks in Odense, Universität Tilburg, Warwick University). Er gehört zu den hochzitierten Wissenschaftlern (Clarivate Citation Laureates 2018).

## Schriften
- mit Wesley M. Cohen: Absorptive capacity: A new perspective on learning and innovation, in: Strategic Learning in a Knowledge Economy, 2000, S. 39–67
- mit Wesley M. Cohen: Innovation and learning: the two faces of R & D, The Economic Journal, Band 99, 1989, S. 569–596
- mit J. G. March: The myopia of learning, Strategic Management Journal, Band 14, 1993, S. 95–112 (Strategic Management Society Best Paper Prize 2002)
- Adaptation on rugged landscapes, Management Science, Band 43, 1997, S. 934–950
- mit G. Gavetti: Looking forward and looking backward: Cognitive and experiential search, Administrative Science Quarterly, Band 45, 2000, S. 113–137
- mit J. G. March: A model of adaptive organizational search, Journal of Economic Behavior & Organization, Band 2, 1981, S. 307–333